# Второй объединённый фронт
Второй объединённый фронт — альянс, сформированный в 1937 году и продолживший своё действие до 1946 года, между Гоминьданом и Коммунистической Партией Китая во время Японо-китайской войны, временно приостановивший Гражданскую войну в Китае.
Во время японского вторжения и занятия Маньчжурии Чан Кайши, который рассматривал китайских коммунистов как своих врагов, отказался объединяться с ними, чтобы бороться против общей японской угрозы. В декабре 1936 года гоминьдановские генералы Чжан Сюэлян и Ян Хучэн арестовали Чан Кайши и вынудили к перемирию с коммунистами. Это событие стало известным как Сианьский инцидент. После этого обе стороны приостановили борьбу и сформировали Второй Объединённый фронт, чтобы сосредоточить свои силы против Японии.
Действия армий КПК и Гоминьдана практически не были скоординированы и альянс носил лишь формальный характер. В свободном от японской оккупации Китае продолжались столкновения между Гоминьданом и коммунистами.
Союз был временным. После капитуляции Японии весной 1946 года союз распался и гражданская война продолжилась.